# Viện Khoa học và Công nghệ Trung Sơn
Viện Khoa học và Công nghệ Trung Sơn (NCSIST; tiếng Trung Quốc: 國家中山科學研究院) là tổ chức nghiên cứu quốc gia, trực thuộc Chính phủ Đài Loan, có nhiệm vụ nghiên cứu, phát triển, sản xuất, cung cấp các hệ thống vũ khí khác nhau và các công nghệ lưỡng dụng cho Quân đội Quốc gia Trung Hoa Dân Quốc (Quân đội Đài Loan) và các ngành kinh tế và công nghiệp Đài Loan. Trước năm 2014, Viện trực thuộc Cục Vũ khí trang bị/Bộ Quốc phòng Đài Loan. 
- Trụ sở chính: Thành phố Đào Viên
- Ngày thành lập: 01.6.1969
- Website: www.ncsist.org.tw
- Tổng số nhà khoa học, nghiên cứu viên: 10.000 người.

## Giới thiệu chung
NCSIST được thành lập bởi chính phủ Cộng hòa Trung Quốc để phục vụ như một trung tâm nghiên cứu khoa học và phát triển công nghệ quân sự và tích hợp hệ thống. Năm 2014, viện chính thức trở thành một cơ quan hành chính công của Chính phủ Đài Loan. NCSIST liên quan đến nghiên cứu, phát triển sản phẩm, sản xuất, giao hàng, bảo trì và duy trì vòng đời tổng thể.
NCSIST có chức năng tương đương với Cơ quan Dự án Nghiên cứu Quốc phòng Tiên tiến Hoa Kỳ (DARPA), đồng thời đảm nhận vai trò hỗn hợp trong việc cạnh tranh và chuyển giao các hợp đồng nghiên cứu và phát triển, tích hợp và sản xuất. Cùng với Tập đoàn Phát triển Công nghiệp Hàng không Vũ trụ Đài Loan, NCSIST là một trong hai nhà thầu quốc phòng hàng đầu của Đài Loan
NCSIST có trụ sở chính đặt tại thành phố Đào Viên, và 4 chi nhánh ở: Thành phố Tân Bắc, Thành phố Đài Trung, Cao Hùng và Hạt Bình Đông.

## Các Hệ thống vũ khí đã phát triển

### Máy bay và Thiết bị bay
1. Máy bay chiến đấu phòng thủ bản địa AIDC F-CK:
2. Máy bay huấn luyện viên tiên tiến AIDC AT-3 Tz-chiang
3. Máy bay phản lực / huấn luyện viên dẫn đầu AIDC T-5 Brave Eagle
4. UAV chiến thuật NCSIST Albatross
5. UAV Teng Yun
6. UAV Hồng y
7. UAV Chiến Hương
8. Drone Spark
9. Drone Flamingo II.

### Hệ thống tên lửa
1. H Simulator Feng I (HF-1): tên lửa chống hạm cận âm
2. H Simulator Feng II (HF-2): tên lửa chống hạm cận âm với khả năng tên lửa không đối đất hạn chế.
3. H Simulator Feng IIE (HF-2E): hệ thống tên lửa hành trình tầm xa
4. H Simulator Feng III (HF-3): tên lửa chống hạm siêu thanh
5. Sky Bow (TK): Hệ thống vũ khí phòng không, bao gồm các hệ thống TK-1, TK-2 và TK-3
6. Sky Sword I (TC-1): Tên lửa không đối không tầm ngắn dẫn đường hồng ngoại.
7. Hệ thống phòng không linh dương: hệ thống SHORAD di động đường bộ được xây dựng xung quanh TC-1
8. Sea Oryx: hệ thống phòng thủ điểm trên biển được xây dựng xung quanh TC-1.
9. Sky Sword II (TC-2): tên lửa không đối không tầm trung dẫn đường bằng radar
10. Sky Horse: hệ thống tên lửa đạn đạo tầm ngắn được phát triển vào năm 1970.
11. Sky Spear: hệ thống tên lửa đạn đạo tầm ngắn có nguồn gốc từ TK-2.
12. Yun Feng: tên lửa hành trình mặt đất siêu thanh.
13. Vạn Chiến (Wan Chien): Tên lửa hành trình trên không.

### Các hệ thống vũ khí khác
- Thunderbolt-2000 (LT-2000): Tổ hợp Pháo phản lực bắn loạt nội địa Đài Loan.[1]
- Kung Feng 6 (KF 6): Tổ hợp Pháo phản lực bắn loạt nội địa Đài Loan.
- Kestrel (rocket launcher): Disposable rocket launcher firing HEAT and HESH projectiles. Development began in 2008.[2] The Kestrel entered service with the ROCMC in 2015.[3] The Kestrel platform is being used as a starting point for the development of an anti-tank guided missile system.[4]
- XTR-101/102: Automatic close-defense 20mm weapon mounts. Prototypes demonstrated in September 2013.[5] Exhibited for the first time in 2015.[6]
- CS/MPQ-90 Bee Eye: short-medium range multifunction AESA radar to support SHORAD batteries. Planned to have a naval role as well.[7]
- Bistatic Radar system: Bistatic radar system.[8] Two systems entered service in 2018 with mass production to begin in 2020 if they behave favorably in the field.[9][10]
- AV2 Long-range Chaff Rocket: Chaff (countermeasure) rocket for ship self defense.[11]
- 2.75in rocket: 2.75 inch aerial rocket for use aboard AH-64, OH-58D, F-5E/F, F-16, P-3 Orion, etc. Two variants, Mk4 and Mk66.[12]
- CAPTOR mine: Designated No.1 Wan Xiang CAPTOR Mine. CAPTOR mines contain a torpedo and a targeting system.[13][14][15]
- Bottom mine: Designated No.2 Wan Xiang Bottom Mine. A remote controlled or passive mine designed to sit on the bottom.[13][15] Designated WSM-II, smart mine for use in deep water.[16]
- Moored mine: A remote or automatic mine designed to be moored to the bottom and float in the current.[13]

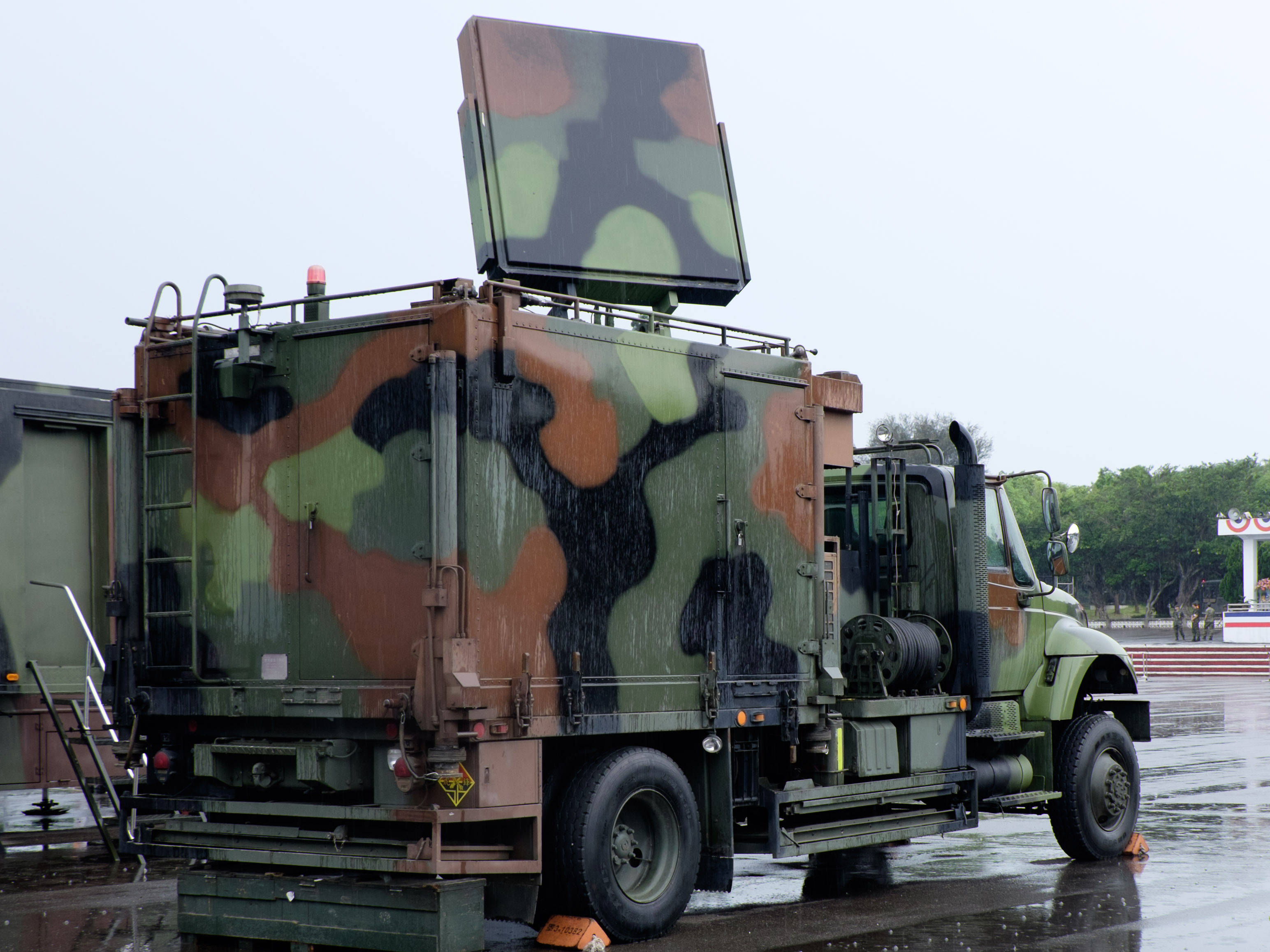
Short range AESA radar system (CS/MPQ-90 Bee Eye)
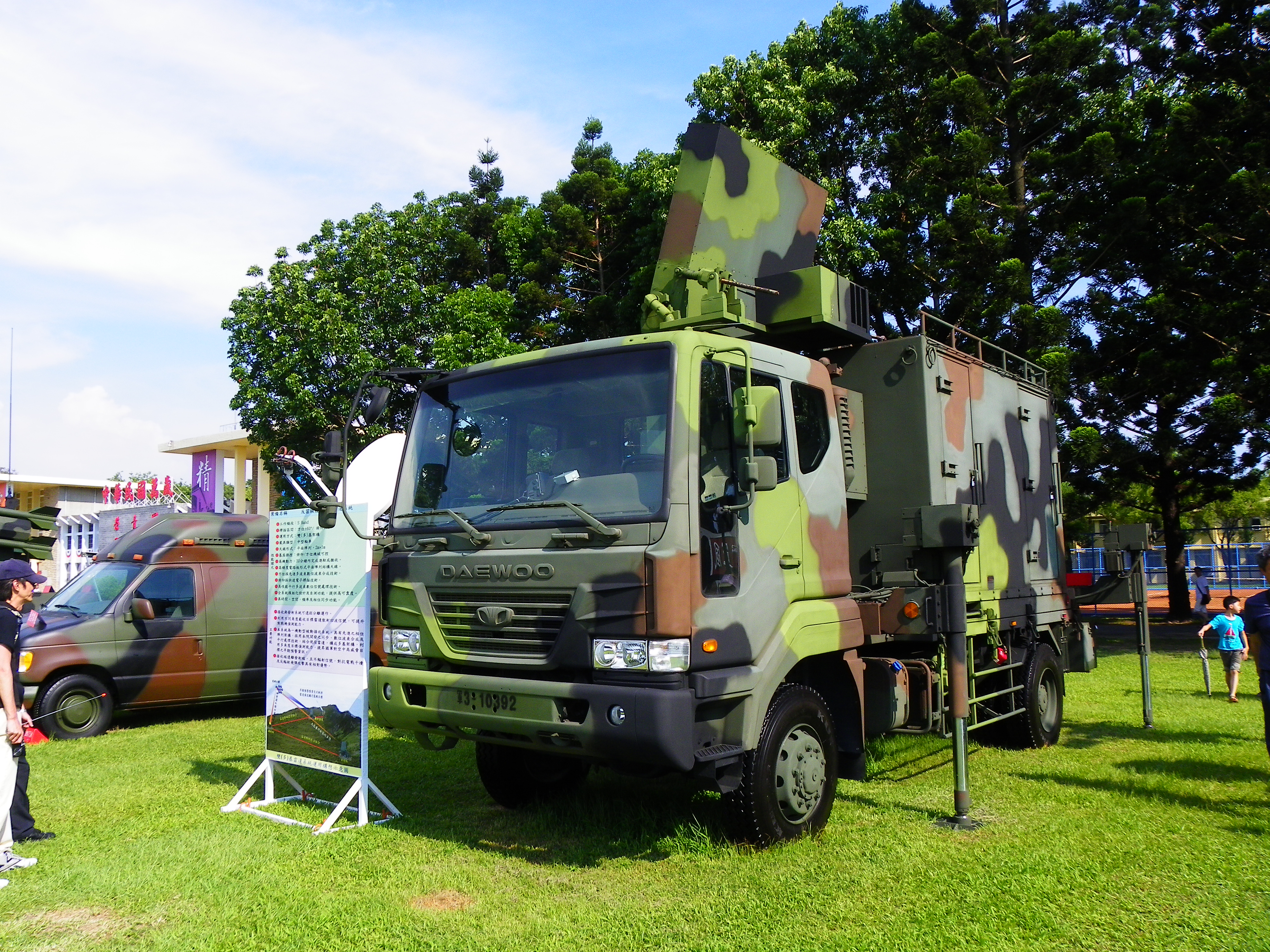
Bistatic Radar Passive Receiver Systen Display at Military Academy Ground
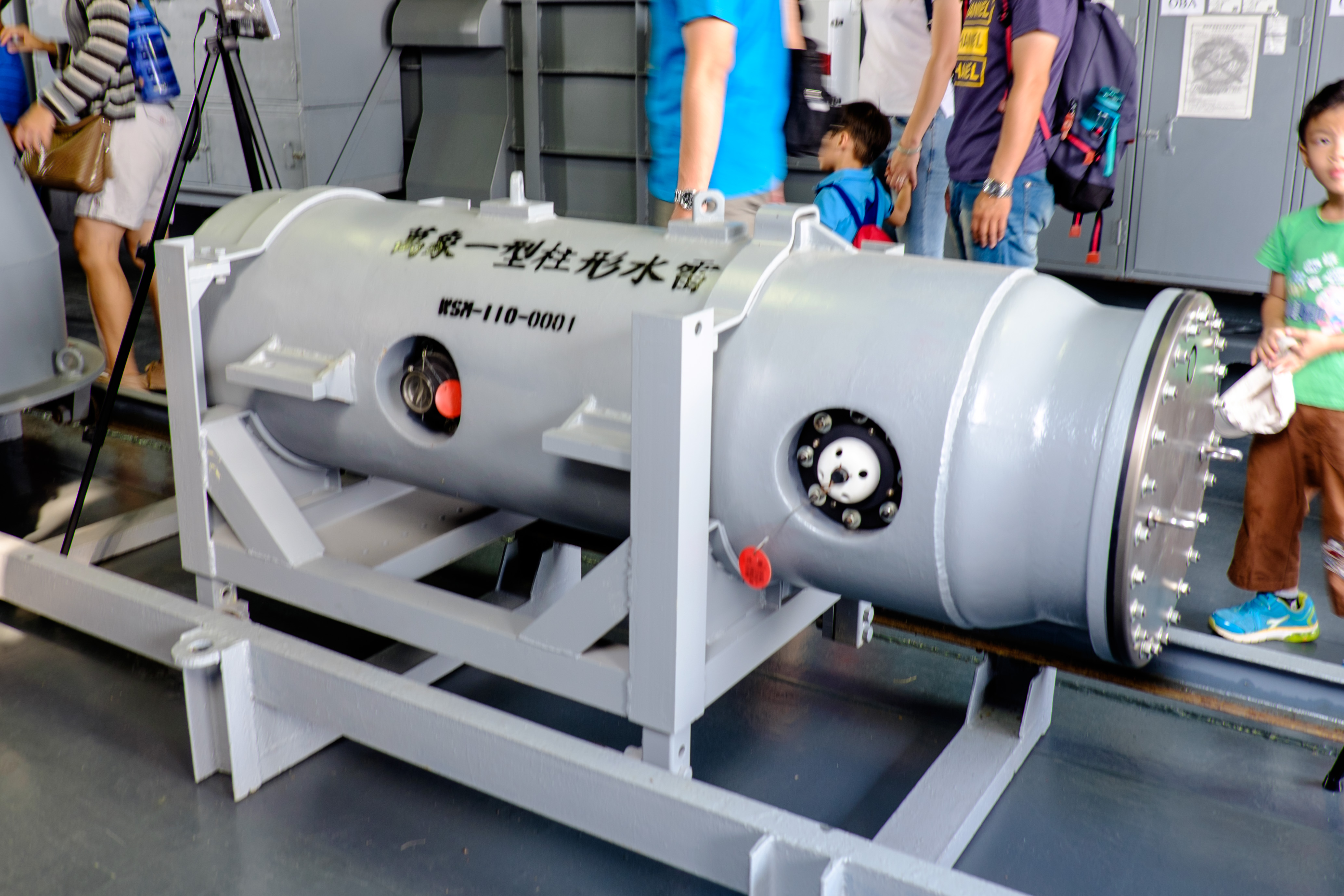
No.1 Wan Xiang CAPTOR Mine
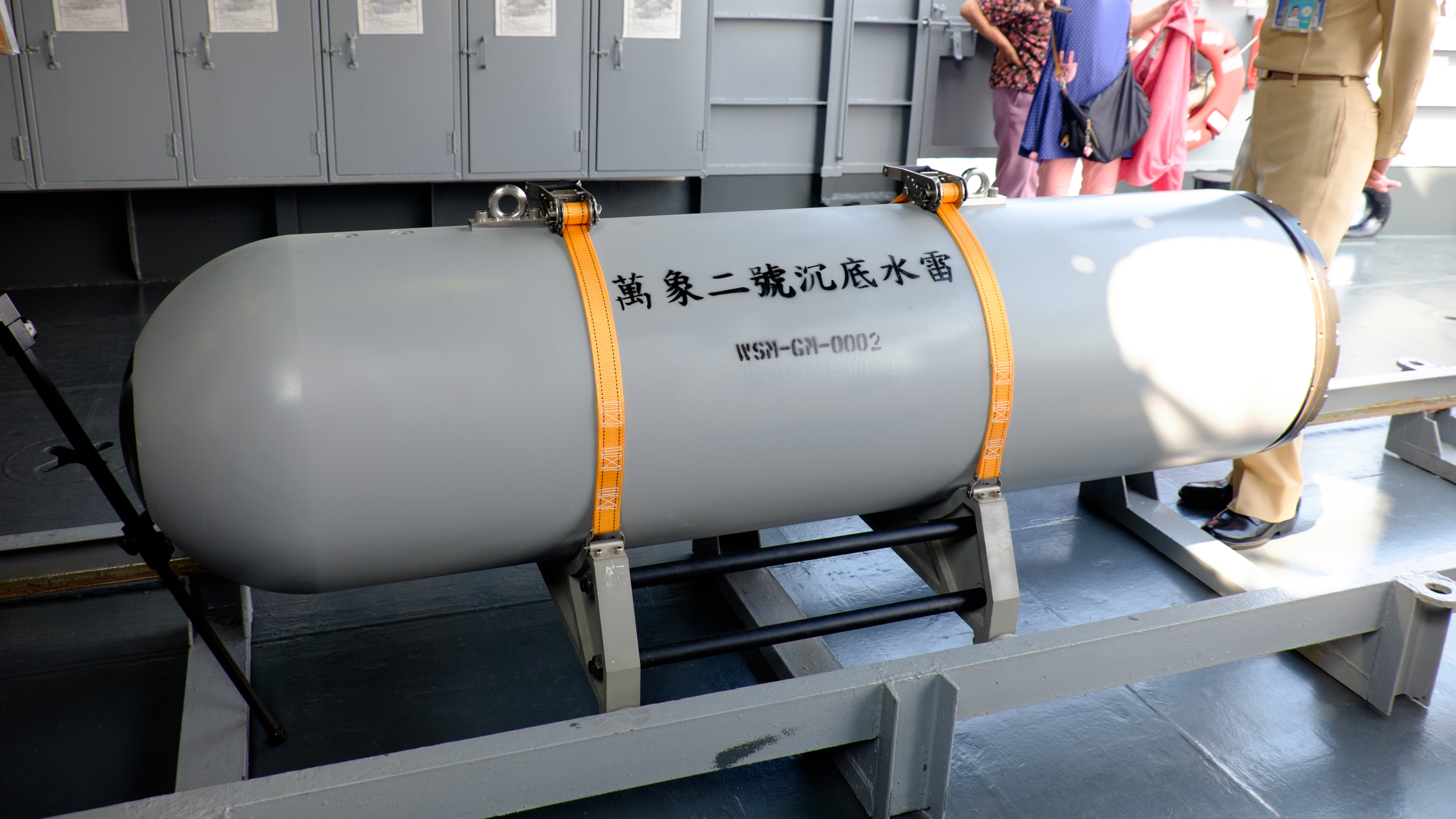
No.2 Wan Xiang Bottom Mine
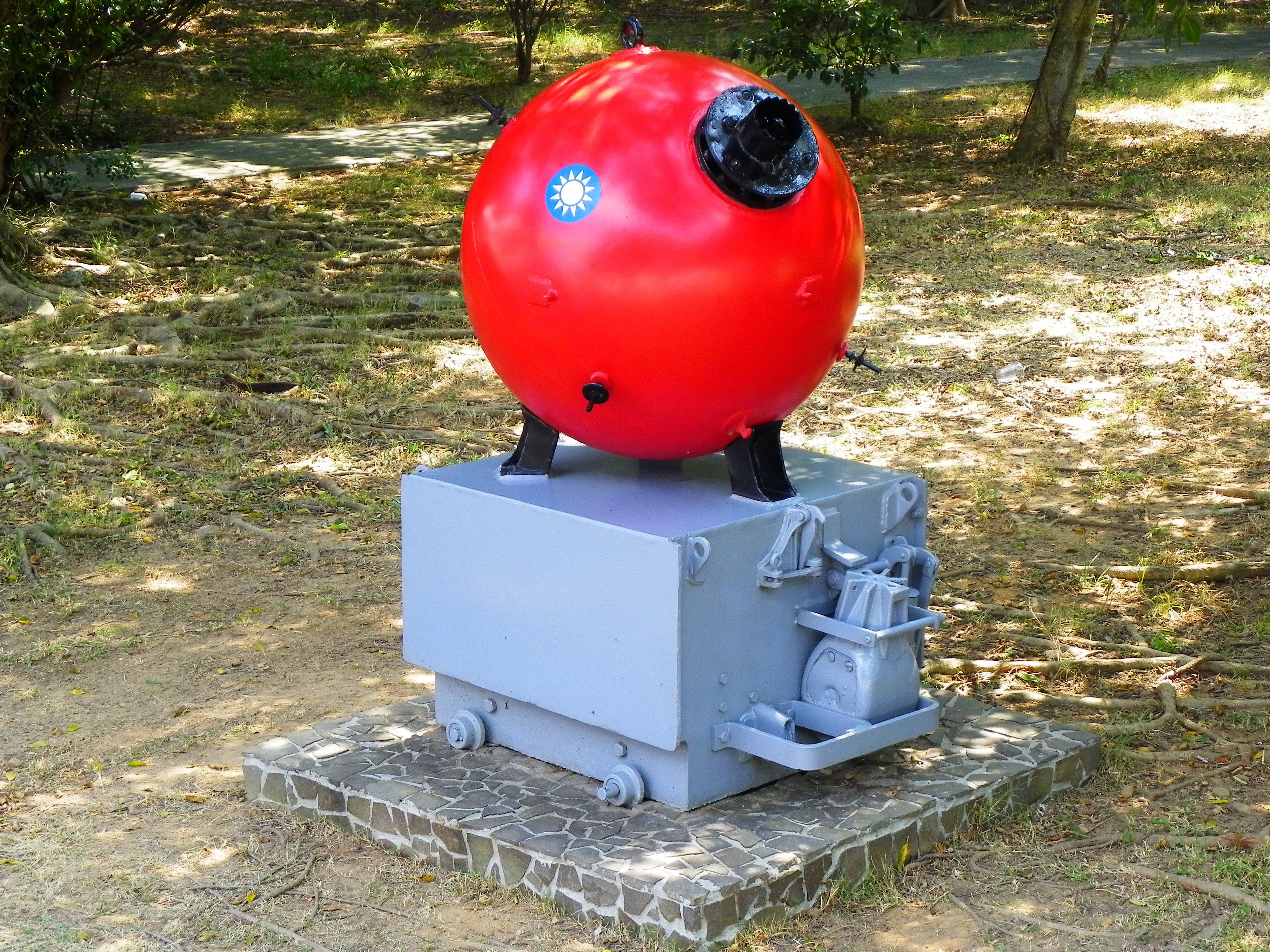
MK.6 Mine
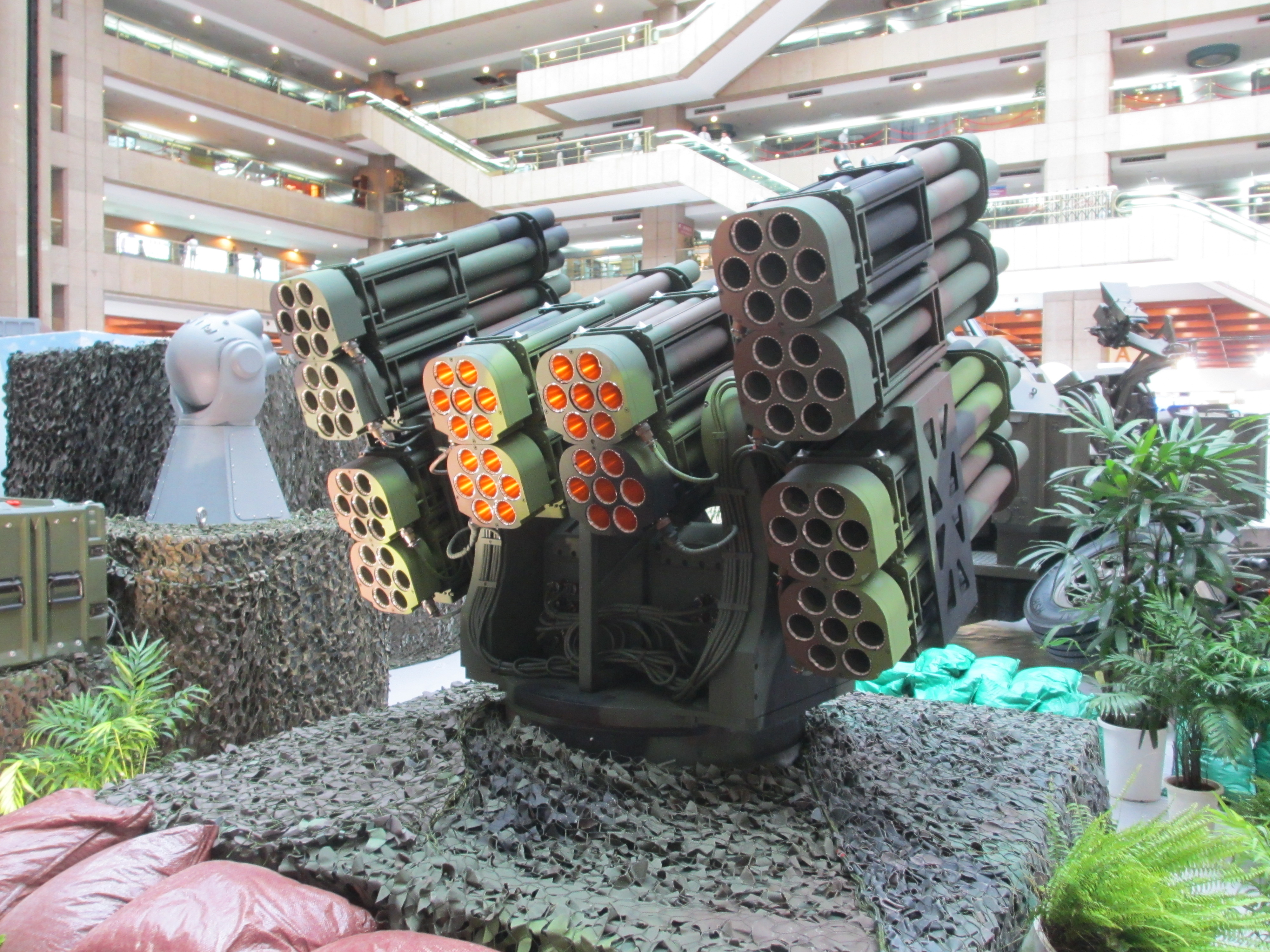
Coastal defense rocket launcher
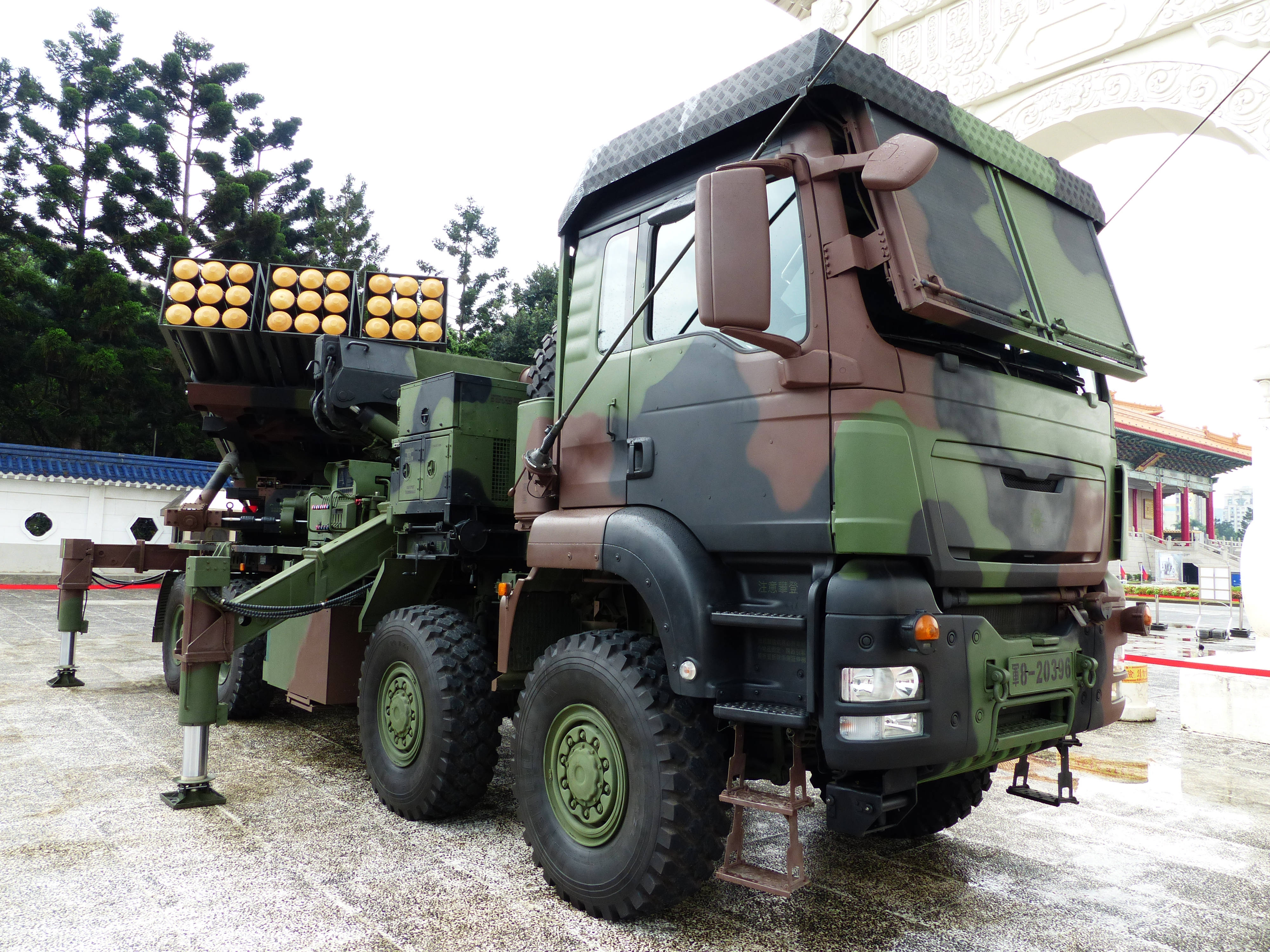
Thunderbolt-2000 MLRS Display at CKS Memorial Hall
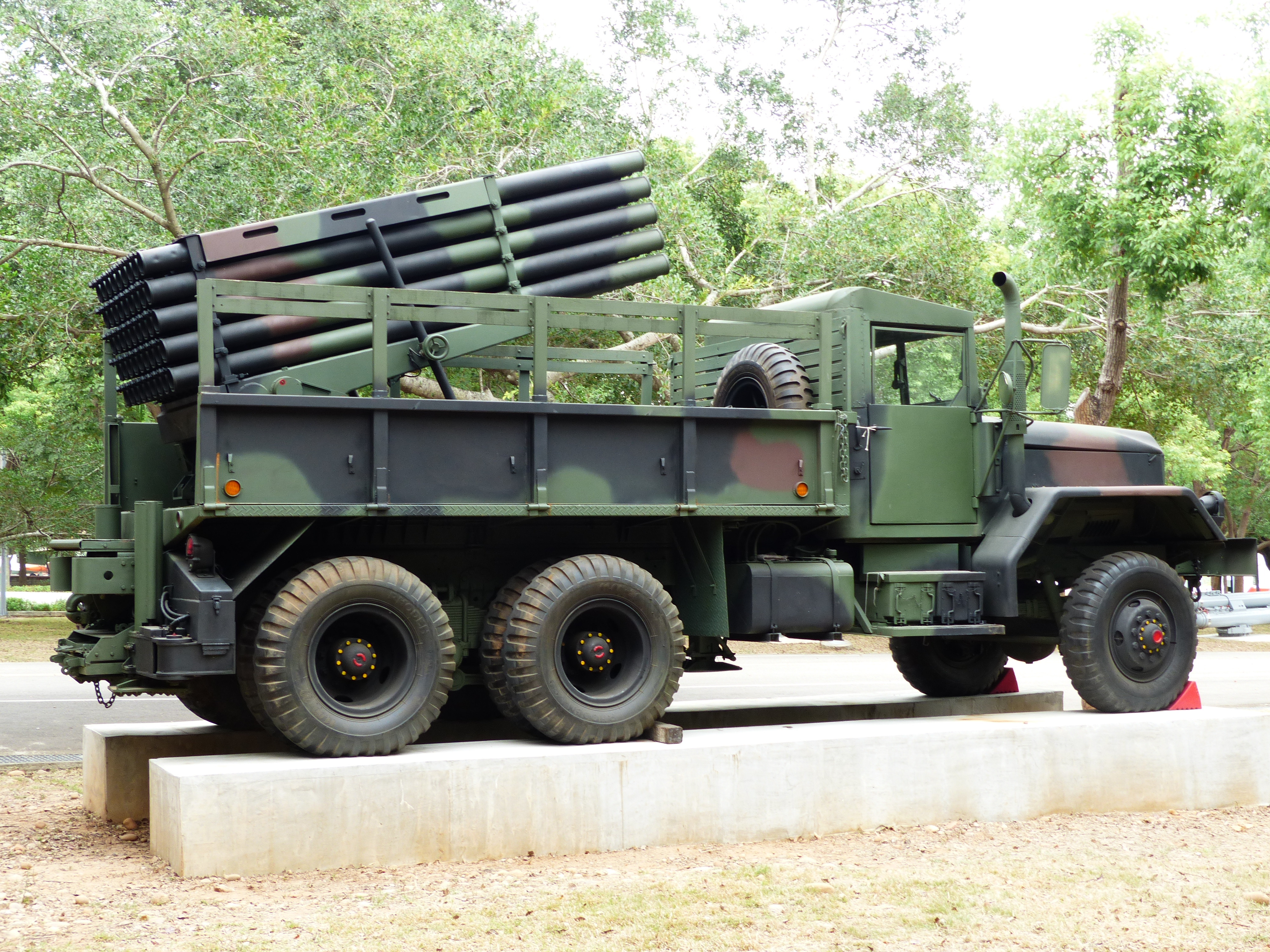
Kung Feng Multiple Launch Rocket System

## Các hệ thống kỹ thuật dân sự
- Hệ thống cảm biến dành cho nhiệm vụ thám hiểm mặt trăng Resource Prospector;
- Máy tính đám mây SG100 cho Trạm Vũ trụ Quốc tế được thiết kế và sản xuất với sự hợp tác của Academia Sinica và Đại học Trung tâm Quốc gia theo hợp đồng cho NASA;
- Hệ thống mô phỏng đường sắt cao tốc được phát triển với Đường sắt cao tốc Đài Loan;
- Radar kiểm soát không lưu dân dụng;
- Các thành phần chính của Kính viễn vọng Cực lớn Châu Âu (E-ELT).

## Tổ chức

### Các Viện trực thuộc
1. Viện Kỹ thuật hàng không
2. Viện Tên lửa và Pháo phản lực
3. Viện Thông tin và Truyền thông
4. Viện Hóa học quân sự
5. Viện Vật liệu và Quang điện tử
6. Viện Kỹ thuật điện tử

### Các Trung tâm trực thuộc
1. TT Phát triển hệ thống
2. TT Sản xuất hệ thống
3. TT Hệ thống bền vững
4. TT Hỗ trợ hậu cần tích hợp
5. TT Phát triển công nghệ lưỡng dụng